# Petit cartilage laryngé
 (janvier 2024).

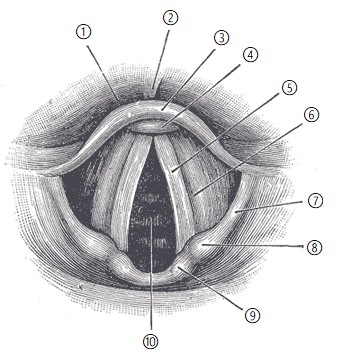
Vue laryngoscopique des cordes vocales : 1 Vallécule - 2 Repli glosso-épiglottique médian - 3 Épiglotte - 4 Tubercule de l'épiglotte - 5 Corde vocale - 6 Pli vestibulaire - 7 Repli ary-épiglottique - 8 Cartilage cunéiforme - 9 Cartilage corniculé - 10 Trachée

Les petits cartilages laryngés sont les petits cartilages pairs du larynx de petite taille et pour certains inconstants.
Ils comprennent les cartilages corniculés et les cartilages cunéiformes qui sont constants.
Il peut exister des cartilages triticés inclut dans la partie moyenne des ligaments thyro-hyoïdiens latéraux.
Il peut également exister d'autre cartilages de type sésamoïdes inclut dans les ligaments intervenant dans le larynx.